# Jean-Baptiste Fouque
Jean-Baptiste Fouque (19. září 1851, Marseille – 5. prosince 1926, tamtéž) byl francouzský římskokatolický kněz, zakladatel nemocnice Saint-Joseph v Marseille. Katolická církev jej uctívá jako blahoslaveného.

## Život

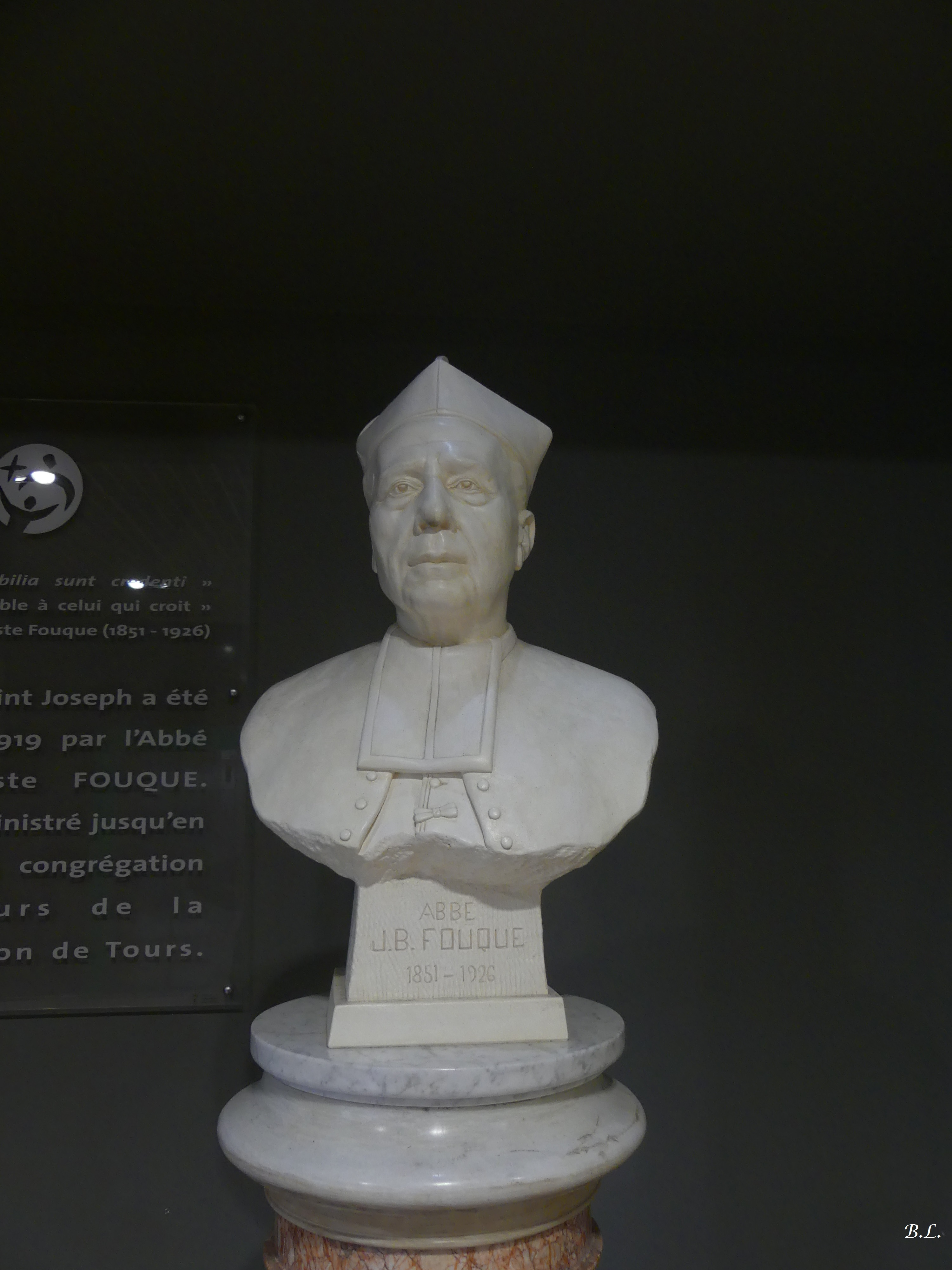
Busta bl. Jean-Baptiste Fouque v jím založené nemocnici Saint-Joseph v Marseille

Narodil se dne 19. září 1851 v Marseille zbožným rodičům Louisovi Fouquemu a Adèle Anně Remuzat. Během dospívání se rozhodl stát knězem. Po dokončení svých studií přijal v Marseille dne 10. června 1876 kněžské svěcení. Nejprve sloužil v Auriolu a poté, od roku 1885, v La Major. Poté působil od roku 1888 až do své smrti v Sainte Trinité.
Zakládal různé domy pro péči o sirotky a chudé. Během první světové války pečoval o zraněné a zprostředkovával jim pomoc. Pracoval na myšlence založení nemocnice s bezplatnou péčí o chudé. To se mu díky různým finančním přispěním podařilo a nová nemocnice Saint-Joseph v Marseille byla dne 20. března 1921 otevřena.
V jím založené nemocnici také dne 5. prosince 1926 v pověsti svatosti zemřel. Jeho ostatky byly dne 29. dubna 1993 uloženy do kaple sv. Josefa v jím založené nemocnici.

## Úcta
Jeho beatifikační proces byl zahájen dne 6. července 2002, čímž obdržel titul služebník Boží. Dne 21. prosince 2016 byl papežem Františkem podepsáním dekretu o jeho hrdinských ctnostech prohlášen za ctihodného. Dne 18. prosince 2017 byl uznán zázrak na jeho přímluvu, potřebný pro jeho blahořečení.
Blahořečen pak byl v katedrále Sainte-Marie-Majeure v Marseille dne 30. září 2018. Obřadu předsedal jménem papeže Františka kardinál Giovanni Angelo Becciu.
Jeho památka je připomínána 5. prosince. Bývá zobrazován v kněžském oděvu. Je patronem jím založené nemocnice.